# دبلوماسية دفتر الشيكات
دبلوماسية دفتر الشيكات تُستخدم دبلوماسية دفتر الشيكات، لوصف السياسة الخارجية التي تستخدم بشكل علني المساعدة الاقتصادية والاستثمار بين الدول لتحقيق خدمة دبلوماسية.

## جمهورية الصين
في شرق آسيا، غالبًا ما يستخدم المصطلح لوصف المنافسة بين جمهورية الصين الشعبية وتايوان لاكتساب «الاعتراف» مع دول حول العالم، ولا سيما في منطقة المحيط الهادي الهندي.

## أبخازيا وأوسيتيا الجنوبية
تم إدخال المصطلح على أنه يتعلق بالاعتراف الدبلوماسي بدولتي جنوب القوقاز الانفصالية أبخازيا وأوسيتيا الجنوبية من قبل قائمة مختصرة من دول جزر المحيط الهادئ. وقد اعترفت ناورو بالبلدين مقابل 50 مليون دولار من المساعدات من روسيا. واعترفت توفالو بأبخازيا وأوسيتيا الجنوبية أيضًا، بعد شحنة مياه عذبة من أبخازيا وما يعتقد أنه كان عرض مساعدة من روسيا. وكذلك اعترفت فانواتو بأبخازيا، بعد الاشتباه في أن مبلغ المساعدة الروسية يعادل المبلغ المقدم إلى ناورو. ومنذ ذلك الحين، سحبت توفالو وفانواتو اعتراف كل منهما وأعادت العلاقات مع جورجيا. ناورو هي الدولة الجزرية الوحيدة في المحيط الهادئ التي لديها حاليًا علاقات دبلوماسية مع واحدة على الأقل من أبخازيا أو أوسيتيا الجنوبية.

## دول أخرى
تم استخدام المصطلح لوصف التدخل الدولي الألماني والياباني أثناء حرب الخليج الثانية وبعدها. لقد جعل تاريخ كلا البلدين غير قادرين على الالتزام بقوات في التحالف بسبب القيود المفروضة عليهم عندما تم وضعها بالحرب العالمية الثانية (انظر المادة 9 من الدستور الياباني والمادة 87A من القانون الأساسي للحكومة الفيدرالية بجمهورية ألمانيا). وبدلاً من ذلك، تطوعوا بمبالغ كبيرة من التمويل للجهود الحربية. ومع ذلك، كانت ألمانيا تقدم أيضًا وحدات بحرية إضافية لحلف شمال الأطلسي في مناطق أخرى.